# Vesvres-sous-Chalancey
Vesvres-sous-Chalancey és un municipi francès situat al departament de l'Alt Marne i a la regió del Gran Est. L'any 2007 tenia 55 habitants.

## Demografia

### Població
El 2007 la població de fet de Vesvres-sous-Chalancey era de 55 persones. Hi havia 28 famílies de les quals 8 eren unipersonals (8 dones vivint soles i 8 dones vivint soles), 16 parelles sense fills i 4 parelles amb fills.
La població ha evolucionat segons el següent gràfic:
Habitants censats

### Habitatges
El 2007 hi havia 40 habitatges, 27 eren l'habitatge principal de la família, 6 eren segones residències i 7 estaven desocupats. Tots els 40 habitatges eren cases. Dels 27 habitatges principals, 25 estaven ocupats pels seus propietaris, 1 estava llogat i ocupat pels llogaters i 1 estava cedit a títol gratuït; 1 tenia una cambra, 3 en tenien tres, 6 en tenien quatre i 17 en tenien cinc o més. 24 habitatges disposaven pel capbaix d'una plaça de pàrquing. A 17 habitatges hi havia un automòbil i a 10 n'hi havia dos o més.

### Piràmide de població
La piràmide de població per edats i sexe el 2009 era:
| Homes | Edats   | Dones |
| ----- | ------- | ----- |
| 0     | 95 o +  | 0     |
| 4     | 90 a 94 | 0     |
| 0     | 85 a 89 | 0     |
| 0     | 80 a 84 | 0     |
| 4     | 75 a 79 | 0     |
| 4     | 70 a 74 | 4     |
| 4     | 65 a 69 | 4     |
| 0     | 60 a 64 | 0     |
| 8     | 55 a 59 | 4     |
| 4     | 50 a 54 | 4     |
| 0     | 45 a 49 | 4     |
| 0     | 40 a 44 | 4     |
| 0     | 35 a 39 | 0     |
| 0     | 30 a 34 | 0     |
| 0     | 25 a 29 | 4     |
| 4     | 20 a 24 | 0     |
| 0     | 15 a 19 | 0     |
| 0     | 10 a 14 | 0     |
| 0     | 5 a 9   | 0     |
| 0     | 0 a 4   | 0     |

## Economia
El 2007 la població en edat de treballar era de 27 persones, 19 eren actives i 8 eren inactives. Les 19 persones actives estaven ocupades(10 homes i 9 dones).. De les 8 persones inactives 5 estaven jubilades, 1 estava estudiant i 2 estaven classificades com a «altres inactius».
Activitats econòmiques
L'únic establiment que hi havia el 2007 era d'una empresa de comerç i reparació d'automòbils.

## Poblacions més properes
El següent diagrama mostra les poblacions més properes.